# Patricia Corless
Patricia Corless (18 de septiembre de 1966) es una deportista británica que compitió en remo. Ganó una medalla de plata en el Campeonato Mundial de Remo de 1996, en la prueba de cuatro sin timonel ligero.

## Palmarés internacional
| Campeonato Mundial | Campeonato Mundial       | Campeonato Mundial | Campeonato Mundial        |
| Año                | Lugar                    | Medalla            | Prueba                    |
| ------------------ | ------------------------ | ------------------ | ------------------------- |
| 1996               | Motherwell (Reino Unido) | Medalla de plata   | Cuatro sin timonel ligero |